# Reginald Moss
Reginald Moss (* 5. Dezember 1913 in Audley (Staffordshire); † 28. Mai 1995 in Middlesbrough) war ein britischer Politiker (Labour-Party).
Bei den Unterhaus-Wahlen 1955 wurde er als erster Abgeordneter für den neugebildeten Wahlkreis Meriden in das Unterhaus gewählt. Bei der Wahl 1959 wurde er vom konservativen Kandidaten Gordon Matthews besiegt.
| Personendaten    | Personendaten                                                      |
| ---------------- | ------------------------------------------------------------------ |
| NAME             | Moss, Reginald                                                     |
| KURZBESCHREIBUNG | britischer Politiker (Labour-Party), Mitglied des House of Commons |
| GEBURTSDATUM     | 5. Dezember 1913                                                   |
| GEBURTSORT       | Audley (Staffordshire)                                             |
| STERBEDATUM      | 28. Mai 1995                                                       |
| STERBEORT        | Middlesbrough                                                      |